# Chang Chang-sun
Chang Chang-sun (kor. 장창선; ur. 12 czerwca 1942 w Inczonie) – południowokoreański zapaśnik walczący w stylu wolnym. Wicemistrz olimpijski z Tokio 1964 w kategorii do 52 kg.
Złoty medalista mistrzostw świata w 1966. Wicemistrz igrzysk azjatyckich w 1962 roku.

## Letnie Igrzyska Olimpijskie 1964
| Konkurencja      | Rundy eliminacyjne  | Rundy eliminacyjne       | Rundy eliminacyjne | Rundy eliminacyjne        | Rundy eliminacyjne  | Rundy eliminacyjne         | Klas. końcowa |
| Konkurencja      | Przeciwnik I        | Przeciwnik II            | Przeciwnik III     | Przeciwnik IV             | Przeciwnik V        | Przeciwnik VI              | Miejsce       |
| ---------------- | ------------------- | ------------------------ | ------------------ | ------------------------- | ------------------- | -------------------------- | ------------- |
| 52 kg styl wolny | Max McAlary (AUS) Z | Eduardo Campbell (PAN) Z | wolny los Z        | Muhammad Niaz-Din (PAK) Z | André Zoete (FRA) Z | Yoshikatsu Yoshida (JPN) P | 2.            |